# Un Argentino en New York (саундтрек)
Un Argentino en New York (укр. Аргентинець в Нью-Йорку) — саундтрек до однойменного фільму за участю Наталії Орейро та Гільєрмо Франселли. Музику до фільму написав аргентинський композитор і піаніст Федеріко Хусід. Саундтрек був випущений в 1998 році в Аргентині і влітку 2002 року в Росії після показу фільму на каналі «РТР» 8 березня того ж року.

## Список композицій
| #     | Назва                                 | Автор                             | Виконавц(і)    | Тривалість |
| ----- | ------------------------------------- | --------------------------------- | -------------- | ---------- |
| 1.    | «Que Si, Que Si»                      | Фернандо Лопес Россі Пабло Дюранд | Наталія Орейро | 3:01       |
| 2.    | «Caminos»                             | Лопес Россі Дюранд                | Наталія Орейро | 3:04       |
| 3.    | «Welcome To New York»                 | Федеріко Хусід                    |                | 1:28       |
| 4.    | «Espiando A Vero»                     | Хусід                             |                | 1:04       |
| 5.    | «Magic Show»                          | Хусід                             |                | 1:10       |
| 6.    | «American Football»                   | Хусід                             |                | 0:44       |
| 7.    | «Carta A Nueva York»                  | Хусід                             |                | 1:02       |
| 8.    | «Ana»                                 | Хусід                             |                | 0:52       |
| 9.    | «Encuentro En Central Park»           | Хусід                             |                | 3:04       |
| 10.   | «Camino Al Hospital»                  | Хусід                             |                | 0:23       |
| 11.   | «Chinatown By Night»                  | Хусід                             |                | 1:33       |
| 12.   | «Streap-Bar»                          | Хусід                             |                | 1:30       |
| 13.   | «L'Infierno»                          | Хусід                             |                | 1:16       |
| 14.   | «Final En J.F.K.»                     | Хусід                             |                | 6:27       |
| 15.   | «Que Si, Que Si» (Long Intro Version) | Лопес Россі Дюранд                | Наталія Орейро | 3:10       |
| 29:48 |                                       |                                   |                |            |